# Elipsa (figura)
Elipsa (grč. έλλειψις, élleipsis = izostavljanje) figura je koja nastaje kad se iz rečenične cjeline izostavljaju pojedine riječi.

## Primjeri
Elipsa je česta i u svakodnevnome govoru:
- Ana je zagrlila Marka, a Marko Anu. (Ana je zagrlila Marka, a Marko [je zagrlio] Anu.)
- Došli su. ([Oni] su došli. Hrvatski je jedan od jezika u kojemu se osobne zamjenice mogu i ne moraju navoditi u ovakvim slučajevima. Ako se navode, to je najčešće zbog isticanja.)

Elipse se mogu javljati i u mediju poput filma, posebice u najavama:
- Četiri godine kasnije...

### Elipsa u poeziji
- Miroslav Krleža, "Plameni vjetar"

Sverazorni će ritam po ulici da ori:

"Gori! Gori!"

- Dragutin Tadijanović, "Prsten"

Na ruci mojoj žalosnoj crveni prsten Javorov.
- Antun Gustav Matoš, "Prosjak"

Torba gola, podne pali,

Sokak prazan, gori tjeme.